# HD 104075
HD 104075，又名BD+33 2176，SAO 62784、HR 4581，是一颗恒星，视星等为5.96，位于銀經181.58，銀緯77.23，其B1900.0坐标为赤經11h 54m 8.9s，赤緯+33° 77.23′ 27″。